# Albuera Cemetery
L’Albuera Cemetery est un cimetière de la Première Guerre mondiale situé à Bailleul-Sir-Berthoult dans le département du Pas-de-Calais).

## Histoire
Le village de Bailleul-Sir-Berthoult a été libéré par la 2e division le 13 avril 1917. Le cimetière a été utilisé d'avril à novembre 1917. Son origine n'est pas connue et il est souvent appelé cimetière militaire de Bailleul.

## Sépultures
| Pays        | Sépultures |
| ----------- | ---------- |
| Royaume-Uni | 253        |
| Allemagne   | 1          |
| Total       | 254        |

## Pour approfondir